# Robin Robertson
Robin Robertson, FRSL, (Scone, Perthshire, 1955) es un poeta de Escocia.

## Premios
Entre los premios que ha recibido, se incluyen el Premio E. M. Forster de la Academia Estadounidense de las Artes y las Letras, y en 2013 compartió el Petrarca-Preis con el poeta sirio  Adonis.